# 昂斯尼区
昂斯尼区（法語：arrondissement de Ancenis）是法国大西洋卢瓦尔省所辖的一个旧区。总面积785平方公里，总人口61457，人口密度78人/平方公里（2012年）。主要城镇为昂斯尼。2017年1月，该区与沙托布里扬区合并为沙托布里扬-昂斯尼区。

## 辖区
昂斯尼区曾辖有24个市镇。